# Ганнібал (Огайо)
Ганнібал (англ. Hannibal) — переписна місцевість (CDP) в США, в окрузі Монро штату Огайо. Населення — 314 особи (2020).

## Географія
Ганнібал розташований за координатами 39°40′18″ пн. ш. 80°52′27″ зх. д. / 39.67167° пн. ш. 80.87417° зх. д. (39.671769, -80.874105).  За даними Бюро перепису населення США в 2010 році переписна місцевість мала площу 2,89 км², уся площа — суходіл.

## Демографія
Згідно з переписом 2010 року, у переписній місцевості мешкало 411 особа в 184 домогосподарствах у складі 129 родин. Густота населення становила 142 особи/км².  Було 206 помешкань (71/км²).
Расовий склад населення:
| - 97,8 % — білих - 0,7 % — корінних американців |

До двох чи більше рас належало 1,5 %. Частка іспаномовних становила 1,0 % від усіх жителів.
За віковим діапазоном населення розподілялося таким чином: 19,0 % — особи молодші 18 років, 54,7 % — особи у віці 18—64 років, 26,3 % — особи у віці 65 років та старші. Медіана віку мешканця становила 51,6 року. На 100 осіб жіночої статі у переписній місцевості припадало 94,8 чоловіків;  на 100 жінок у віці від 18 років та старших — 93,6 чоловіків також старших 18 років.
Середній дохід на одне домашнє господарство  становив 55 847 доларів США (медіана — 55 063), а середній дохід на одну сім'ю — 55 797 доларів (медіана — 54 444). За межею бідності перебувало 16,8 % осіб, у тому числі 0,0 % дітей у віці до 18 років та 0,0 % осіб у віці 65 років та старших.
Цивільне працевлаштоване населення становило 167 осіб. Основні галузі зайнятості: освіта, охорона здоров'я та соціальна допомога — 18,0 %, будівництво — 15,6 %, роздрібна торгівля — 12,6 %, виробництво — 12,6 %.